# John Anthony Kaiser
John Anthony Kaiser (29 de novembro de 1932 - 23 de agosto de 2000) foi um padre católico romano e pai de Mill Hill de Perham, Minnesota, EUA, que foi assassinado perto de sua missão em Morendat, perto de Naivasha, província de Rift Valley, Quênia.
John Anthony Kaiser nasceu em Perham, Minnesota, EUA. John frequentou a Saint John's Preparatory School e a St. John's University em Collegeville, Minnesota, por dois anos antes de ingressar no exército em 1954. Ele era paraquedista  e avançou ao posto de sargento. Ele se formou na Saint Louis University em 1960 com bacharelado em Literatura Inglesa. Enquanto estava em St. Louis, ele se juntou aos Cavaleiros de Colombo. A partir daqui, ele foi para o Seminário St. Joseph em Mill Hill, Inglaterra, onde estudou de 1960 a 1964. Kaiser foi ordenado em St. Louis pelos Padres de Mill Hill em 1964 e foi enviado para suas missões no Quênia.